# Fistulinella alfaroae
Fistulinella alfaroae är en svampart som beskrevs av Singer & L.D. Gómez 1991. Fistulinella alfaroae ingår i släktet Fistulinella och familjen Boletaceae.   Inga underarter finns listade i Catalogue of Life.